# إستيلا قايتانو
إستيلا قايتانو،(بالإنجليزية: Stella Gaitano)، كاتبة وصيدلانية من جنوب السودان من مواليد 17 نوفمبر1979. وهي معروفة بقصصها القصيرة التي غالبًا ما تسلط الضوء على الظروف المعيشية القاسية لأبناء جنوب السودان، الذين عانوا من التمييز والديكتاتورية العسكرية، أو بسبب معاناتهم من الحرب في الجزء الشمالي من السودان. كما أنها تكتب عن الحياة العامة في بلدها الجديد منذ استقلال جنوب السودان في عام 2011.
| إستيلا قايتانو | أنا أفريقية، لذا من الطبيعي أن تكون تنشئتي على الحكايات، الجدات هن رائدات وبئر أسرار، الحاكيات للأساطير المدهشة، التي وسعت خيالي إلى أبعد الحدود، بالإضافة للثراء الثقافي الموجود فيها. | إستيلا قايتانو |

## نشأتها وتعليمها
نشأت قايتانو في أحد أحياء الخرطوم قبل انفصال الجنوب عن شمال السودان، وتعلمت عدة لغات. فقد كانت تتحدث مع والديها بلغة اللاتوكا وهي إحدى لغات جنوب السودان، وتتحدث اللهجة السودانية والعربية مع أشخاص آخرين. درست في جامعة الخرطوم باللغتين الإنجليزية والعربية. وتكتب قايتانو قصصها ورواياتها باللغة العربية، وهي لغتها المفضلة للكتابة، رغم أن اللغة العربية ليست اللغة الرسمية لجنوب السودان.
وذكرت قايتانو في حوار مع الصحفي السوداني لصحيفة نيويورك تايمز: «أحب اللغة العربية، وأعشق الكتابة فيها. إنه القالب اللغوي الذي أرغب في ملء قصصي الشخصية وثقافتي به، والذي يتميز عن العرب». وأوضحت أسباب تفضيلها للغة العربية في كتباتها: «كان من المهم بالنسبة لي أن يدرك السودانيون الشماليون أن هناك حياةً وقيمًا وشعبًا يتمتع بثقافة مختلفة، ويحتاج إلى مساحة ليتم الاعتراف بها واحترامها».
وفي عام 2020، فازت روايتها «أرواح إدو» بجائزة Pen البريطانية للرواية المترجمة. ومنذ عام 2012، تعيش قايتانو في جوبا، عاصمة جنوب السودان، وتعمل صيدلانية بينما تواصل عملها في مشورها الأدبي.

## مؤلفاتها
بعض مؤلفاتها تشمل الذي يلي:
- دروب جديدة، نادي القصة السوداني، 2002
- بحيرة بحجم شجرة الباباي
- زهور ذابلة، دار عزة، 2004
- العودة، دار رفيقي، 2014
- أرواح إدو، دار رفيقي، 2018